# Малоивановское сельское поселение
Малоива́новское сельское поселение — муниципальное образование в Дубовском районе Волгоградской области, административный центр — село Малая Ивановка.

## География

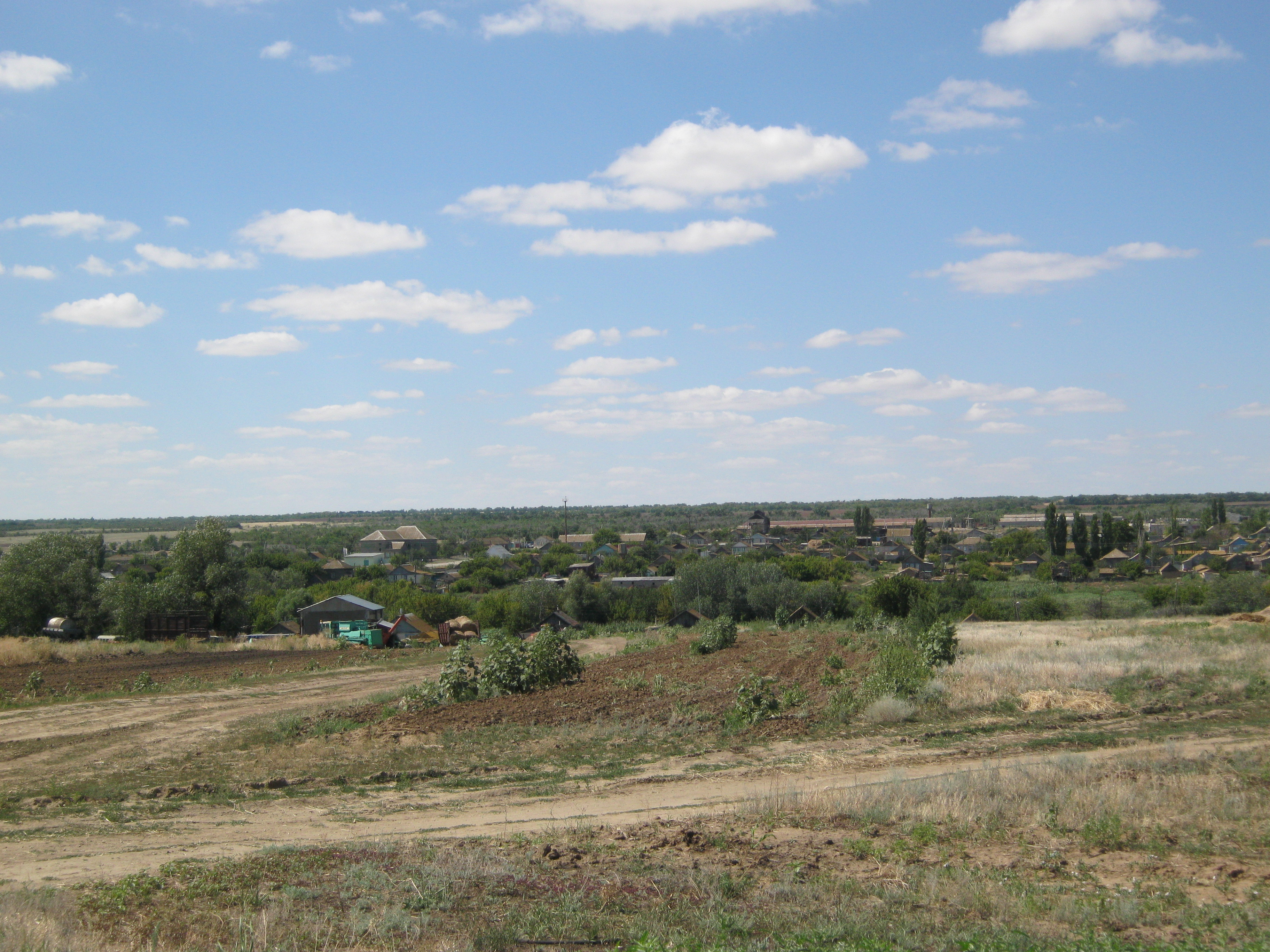
Вид с. Малая Ивановка

## История
Образовано Законом Волгоградской области от 14 марта 2005 года № 1026-ОД «Об установлении границ и наделении статусом Дубовского района и муниципальных образований в его составе». Фактически существует с 1 января 2006 года.

## Население
| 2010 | 2012 | 2013 | 2014 | 2015 | 2016 | 2017 |
| ---- | ---- | ---- | ---- | ---- | ---- | ---- |
| 754  | ↘735 | ↗751 | ↗763 | ↗767 | ↘746 | ↘732 |
| 2018 | 2019 | 2020 | 2021 |      |      |      |
| ↘706 | ↘699 | ↘679 | ↘678 |      |      |      |

## Состав сельского поселения
| № | Населённый пункт | Тип населённого пункта       | Население |
| - | ---------------- | ---------------------------- | --------- |
| 1 | Малая Ивановка   | село, административный центр | 670       |
| 2 | Петропавловка    | село                         | 84        |

## Местное самоуправление
Первый глава поселения - Шелков Евгений Анатольевич. Избран 9 октября 2005 года.
Второй глава поселения - Милюков Николай Федорович. Избран 14 марта 2010 г. В 2020 году приговорен к двум годам колонии общего режима за крупное хищение бюджетных средств.
Представительный орган - Совет депутатов Малоивановского сельского поселения, численность - 7 депутатов. Совет депутатов второго созыва избран 11 октября 2009 года, срок полномочий - 4 года.
На территории поселения образованы территориальные общественные самоуправления: ТОС села Малая Ивановка, ТОС села Петропавловка, ТОС "Малоивановское".

## Известные жители
Выдающиеся уроженцы поселения, деятели культуры, которые создавали выдающиеся художественные произведения проживая в поселении:
Мелихова Зинаида Николаевна,  Витушенко Виктор Иванович.